# Боље од бекства
Боље од бекства је српски филм у режији Мирослава Лекића. Снимљен је крајем 1989, а премијеру је имао 15. јула 1993. године.

## Радња
Стамена, Американка југословенског порекла (Клер Бекман) долази први пут у земљу својих предака да би учила језик. Случајно упознаје младог београдског глумца Алексу (Жарко Лаушевић), у кога се заљубљује. Они се венчају у Православној цркви и ускоро након тога добијају сина. Једно време су срећни. И тада кад је изгледало да ће се све срећно завршити, ствари почињу да бивају лоше. Глумчева идентификација са ликом који тумачи и изненадно осамостаљење његове жене након што је нашла посао, разарају његов идентитет и он почиње да пије. Они улазе у нову фазу својих односа и живота. Глумац престаје да пије и појављује се у серији која му доноси доста проблема, али и новца. Премијера његовог новог комада је врло успешна, али је због негативне политичке поруке скинута са репертоара. Јаз у менталитетима поново почиње да ствара све веће проблеме. Глумац поново почиње да пије и због саобраћајне несреће, коју изазива у пијаном стању, доспева у затвор. Супруга са дететом одлази у Америку. Њихов последњи састанак који се одвија у Америци значи ламент над прошлошћу и крај везе.

## Занимљивост
Филм је снимљен крајем 1990, а копија филма је више од годину дана стајала у студију загребачког „Јадран филма“. Због почетка рата у Хрватској, прекинут је платни промет између Хрватске и Србије, а филмска трака је преко Љубљане, Беча и Софије стигла у Југославију. Филм је први пут приказан 1993. године.

## Улоге
| Глумац                  | Улога                           |
| ----------------------- | ------------------------------- |
| Жарко Лаушевић          | Алекса Радман                   |
| Клер Бекман             | Стамена Љубибратић удата Радман |
| Александар Берчек       | Тале                            |
| Бранислав Јеринић       | Бата                            |
| Рената Улмански         | Исидора Радман                  |
| Весна Тривалић          | Оља                             |
| Зоран Цвијановић        | глумац                          |
| Драган Зарић            | капетан                         |
| Мирјана Карановић       | конобарица Радмила              |
| Бранко Цвејић           | управник позоришта              |
| Јосиф Татић             | Слободан                        |
| Оливија                 | Кендис                          |
| Марко Баћовић           | тв режисер                      |
| Стево Жигон             | позоришни режисер               |
| Мајкл                   |                                 |
| Душан Лаушевић          | Пит (три године)                |
| Ђурђија Цвијетић        | Стаменина мајка                 |
| Јагош Марковић          | позоришни режисер               |
| Даница Максимовић       | певачица                        |
| Оливера Марковић        | газдарица                       |
| Оља Бећковић Вишњић     | инспицијент                     |
| Власта Велисављевић     | ватрогасац                      |
| Рахела Ферари           | Стаменина баба                  |
| Рајко Продановић        | Мали                            |
| Михајло Бата Паскаљевић | расветљивач                     |
| Зорица Атанасовска      | конобарица                      |
| Злата Нуманагић         | Слободанова жена                |
| Дења Перовић            | Стаменин отац                   |
| Александра Николић      | болничарка                      |
| Мелита Бихали           | професорка                      |
| Жељка Башић             | певачица                        |
| Нада Топчагић           | певачица                        |
| Радослав Којичиновић    | оружар                          |
| Раде Литричин           | конобар                         |
| Миленко Скендер         | музичар 1                       |
| Драган Бановић          | музичар 2                       |
| Радојица Ровчанин       | музичар 3                       |
| Миле Темеиковски        | музичар 4                       |
| Миомир Радевић Пиги     | каскадер                        |
| Милутин Савић Џими      | каскадер                        |
| Тома Здравковић         | певач                           |

## Рефернце
1. ↑  „Боље од бекства”. Тв Аладин. Приступљено 4. 2. 2020.
2. 1 2  „Боље од бекства”. Филмски центар Србије. Архивирано из оригинала 04. 02. 2021. г. Приступљено 29. 1. 2021.
3. ↑  „Боље од бекства”. Мој Тв. Приступљено 4. 2. 2020.
4. ↑  „Боље од бекства”. Тв Профил. Приступљено 4. 2. 2020.